# Grado (tůň)
Grado je mrtvé říční rameno, které vzniklo v místě dřívějšího toku řeky Labe severně od Čelákovic na pravém břehu zregulovaného Labe v katastru obce Káraný v okrese Praha-východ ve Středočeském kraji v Česku. Vodní plocha má rozlohu 14 ha, je 2 km dlouhá, průměrně 30 m a maximálně 70 m široká. Maximální hloubka vody je 4,3 m a při průměrné hloubce 2,6 m má objem 364 000 m³. Leží v nadmořské výšce 174 m. Východní část je od roku 2014 součástí přírodní rezervaci Káraný - Hrbáčkovy tůně, když předtím byla součástí přírodní rezervace Lipovka - Grado. Ve 20. a 30. letech 20. století, kdy rameno ještě bylo propojené s Labem sloužilo jako lázně a koupaliště České Grado.

## Okolí
Okolí tůně je zarostlé stromy především na východě, severovýchodě a severozápadě. Na jihu a uprostřed severního břehu se nacházejí chatové osady. Ve dvou místech na východním a západním konci zasahují až k vodní ploše pole. V půlce délky vede přes jezero lávka.

## Vodní režim
Tůň nemá pravidelný povrchový přítok ani odtok. Nepravidelný přítok přitéká z polí od Hrbáčkových tůní a přebytečná voda odtéká průtokem do Labe.

## Přístup
Je přístupné:
- z Čelákovic přes lávku přes Labe k lávce přes Grado po:
  -  naučná stezce Údolím Labe,
  -  žluté turistické značce, když obě vedou po břehu jezera i v jeho nejsevernějším místě,
- z Káráného proti proudu Labe až k lávce přes Grado po:
  - cyklostezce Labská cyklotrasa č. 2,
  - cyklostezce 0041,
  - místní komunikaci do osady Pod Hájovnou,
- ze Sojovic po  žluté turistické značce, když obě vedou po břehu jezera i v jeho nejsevernějším místě,
- z Byšiček po  naučná stezce Údolím Labe.
- z Lysé nad Labem po cyklostezkách 0037 a 0041.
- z Dvorců po cyklostezkách 0041.

## Fauna
Z ryb jsou zastoupeni bílá ryba, amur bílý, kapr obecný, pstruh duhový.